# Romolo di Genova
Romolo di Genova (... – Villa Matutiae, ...; fl. V secolo) è stato un vescovo romano, venerato come santo dalla Chiesa cattolica.
Fu vescovo di Genova intorno al V secolo, successore di san Siro.

## Biografia
Non si hanno notizie certe sulla sua vita, in quanto esiste una sua sola biografia anonima risalente al X secolo; tuttavia ciò che è certo è che sia stato un uomo di notevole bontà e particolarmente portato a dirimere discordie. Morì nella città di Villa Matutiae (Sanremo), pare durante un viaggio pastorale nella Liguria di ponente. La sua morte è attribuita per tradizione al 13 ottobre.
Tale fu la venerazione per il vescovo che non si è certi di quanto si siano mescolati leggenda e realtà. La tradizione sanremese dice che il santo venne educato a Villa Matutiae; eletto vescovo, si recò a Genova per la sua missione pastorale. Tuttavia per sfuggire alle invasioni longobarde ritornò nella terra natale, e si rifugiò in penitenza in una grotta nell'entroterra sanremese. Ogni volta che vi erano attacchi da nemici, carestie, calamità varie, i matuziani si recavano in pellegrinaggio presso la grotta dove viveva il santo, pregando e chiedendo la protezione del Signore. Alla sua morte, il suo corpo fu sepolto nella città, ai piedi di un piccolo altare usato per le prime celebrazioni cristiane e qui venerato per molti anni.

## Culto
Intorno al 930 il suo corpo fu traslato a Genova, per il timore delle numerose scorribande saracene e venne sepolto nella cattedrale di San Lorenzo. A Villa Matutiae, nel frattempo, si cominciarono ad attribuire al santo numerosi prodigi, soprattutto relativi alla difesa della città dagli attacchi dei Saraceni, tanto che il santo viene rappresentato vestito da vescovo e con una spada in mano.
L'occasione della traslazione spinse i matuziani a edificare nel luogo di sepoltura originario una chiesetta, poi ricostruita nel XII secolo, ristrutturata nel corso degli anni e oggi concattedrale di San Siro. Essa fu consacrata nel 1143 dall'Arcivescovo di Genova, il cardinal Siro de Porcello e dedicata a quel San Siro che in quello stesso luogo aveva fatto costruire, alcuni secoli prima, il primo altare della città e sotto al quale collocò le spoglie del beato Ormisda (sacerdote dell'antica pieve di Villa Matutia) evangelizzatore del ponente ligure e suo maestro.
Tanta fu la venerazione per il santo, che alla fine del X secolo (980) la cittadinanza decise di cambiare il nome del paese in Civitas Sancti Romuli. Tuttavia in dialetto locale il nome veniva declinato nel più breve "San Romolo", pronunciato San Roemu, che mutò poi intorno al Quattrocento nella forma "San Remo".
La località dove il santo si era ritirato, ai piedi del Monte Bignone, è chiamata San Romolo ed è una frazione della città: la grotta (detta bauma) è stata trasformata in chiesetta, con l'ingresso protetto da una inferriata e contiene all'interno una statua di San Romolo morente sopra un altare barocco.

Il Martirologio Romano lo ricorda al 13 ottobre: